# عقاب (نشان‌شناسی)

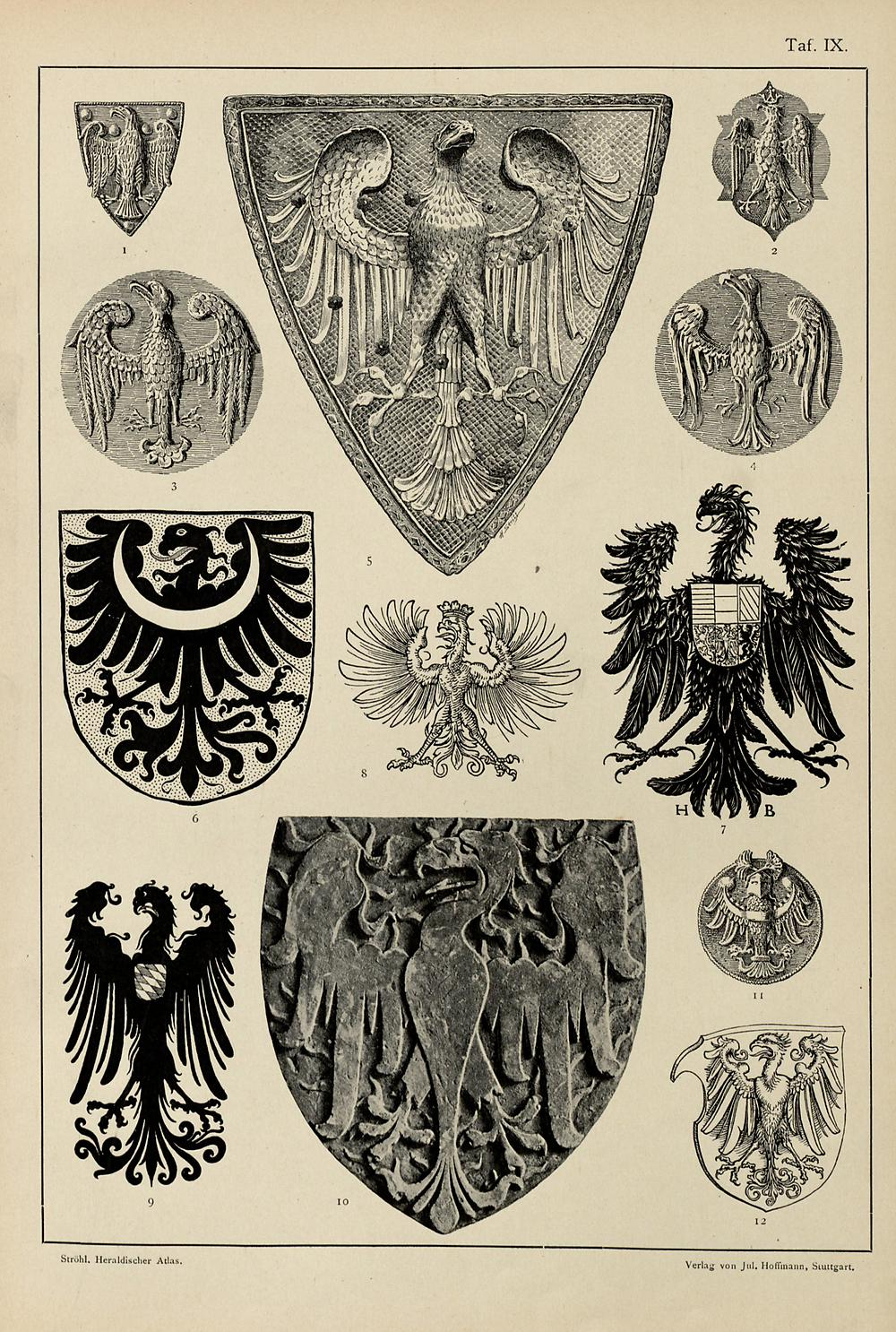
نمونه‌هایی از عقاب‌های هرالدیک سده ۱۳ تا ۱۶، از اطلس هرالدیشر هوگو جرارد استرول

عقاب در نشان‌شناسی به عنوان بار، به عنوان پشتیبان و به عنوان تاج استفاده می‌شود. عقاب‌های هرالدیک را می‌توان در طول تاریخ جهان مانند شاهنشاهی هخامنشی یا جمهوری اندونزی کنونی یافت. نمادگرایی اروپایی پس از کلاسیک عقاب هرالدیک از یک سو با امپراتوری روم (به ویژه در مورد عقاب دو سر) و از سوی دیگر با سنت یوحنای انجیلی مرتبط است.

## تاریخچه
عقاب طلایی اغلب بر روی پرچم شاهنشاهی هخامنشی ایران استفاده می‌شد. عقاب (یا پرنده سلطنتی مربوط به آن ورقنا) نماد خوارنا (شکوه خدادادی) بود و خاندان هخامنشی با عقاب مرتبط بودند (طبق افسانه‌ها، هخامنش توسط عقاب بزرگ شد). فرمانروایان محلی پارس در دوران سلوکی و اشکانی (سده سوم تا دوم پیش از میلاد) گاهی از عقاب به عنوان پایانه پرچم خود استفاده می‌کردند. اشکانیان و ارمنیان نیز از پرچم‌های عقاب استفاده می‌کردند.

### نشان‌شناسی اروپایی

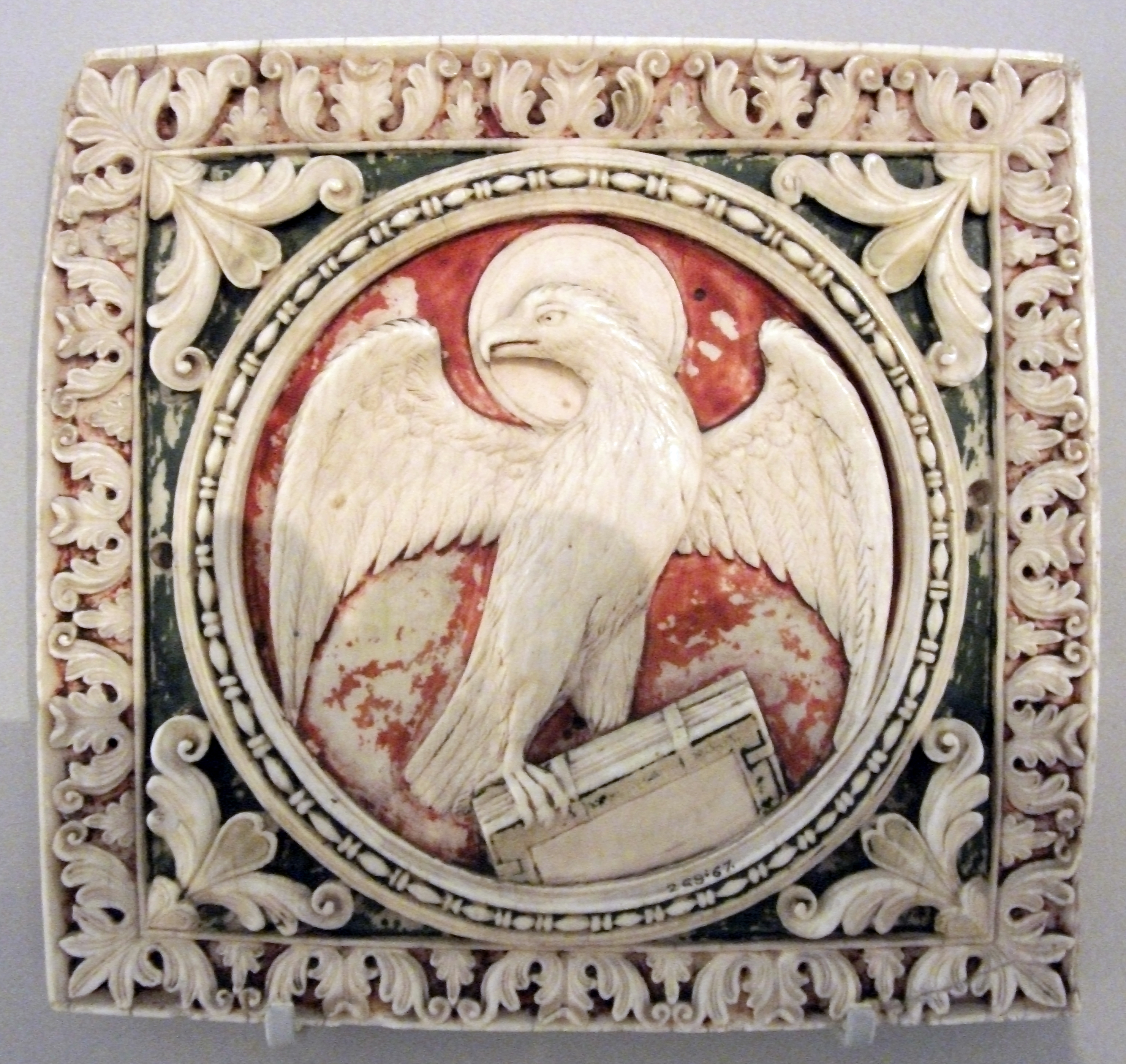
چهپلاک عاج کارولینگی با عقاب سنت جان با هاله، موزه ویکتوریا و آلبرت.

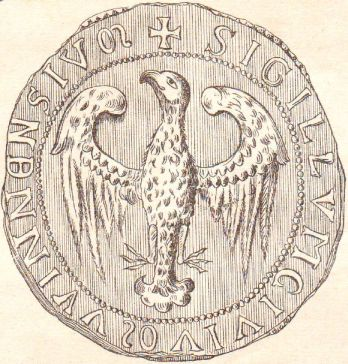
عقاب هرالدیک اولیه در مهر وین (۱۲۳۹)

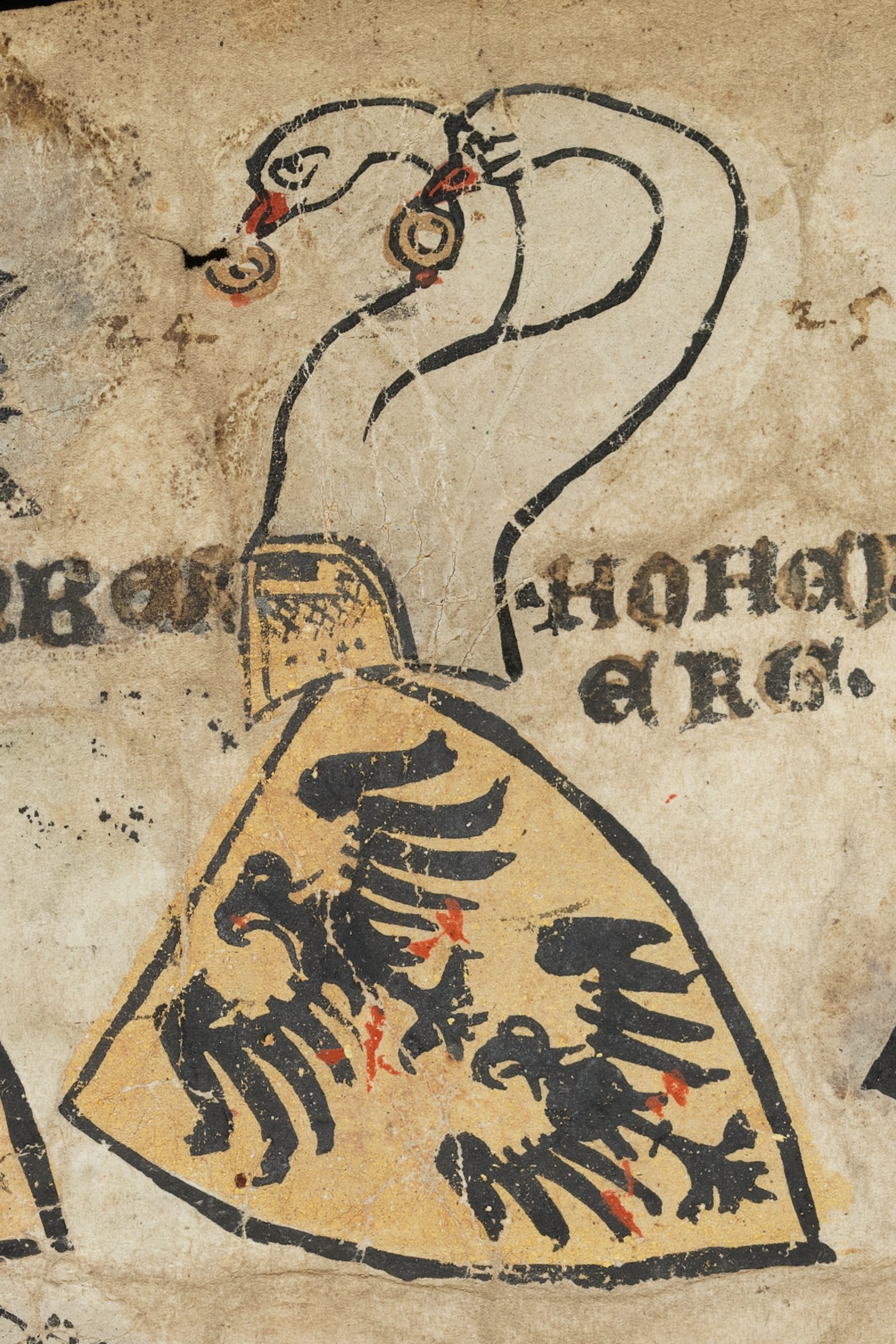
یا دو گلوله مسلح سمور عقاب برای هومبرگ (زرهخانه زوریخ، c. 1340). در این زمان، عقاب سیاه روی طلا هنوز می‌توانست برای خانواده‌ای از اشراف پایین‌تر بدون ارتباط با عقاب امپراتوری استفاده شود.

نشان سلطنتی فردریک چهارم آلمان (۱۴۴۶)

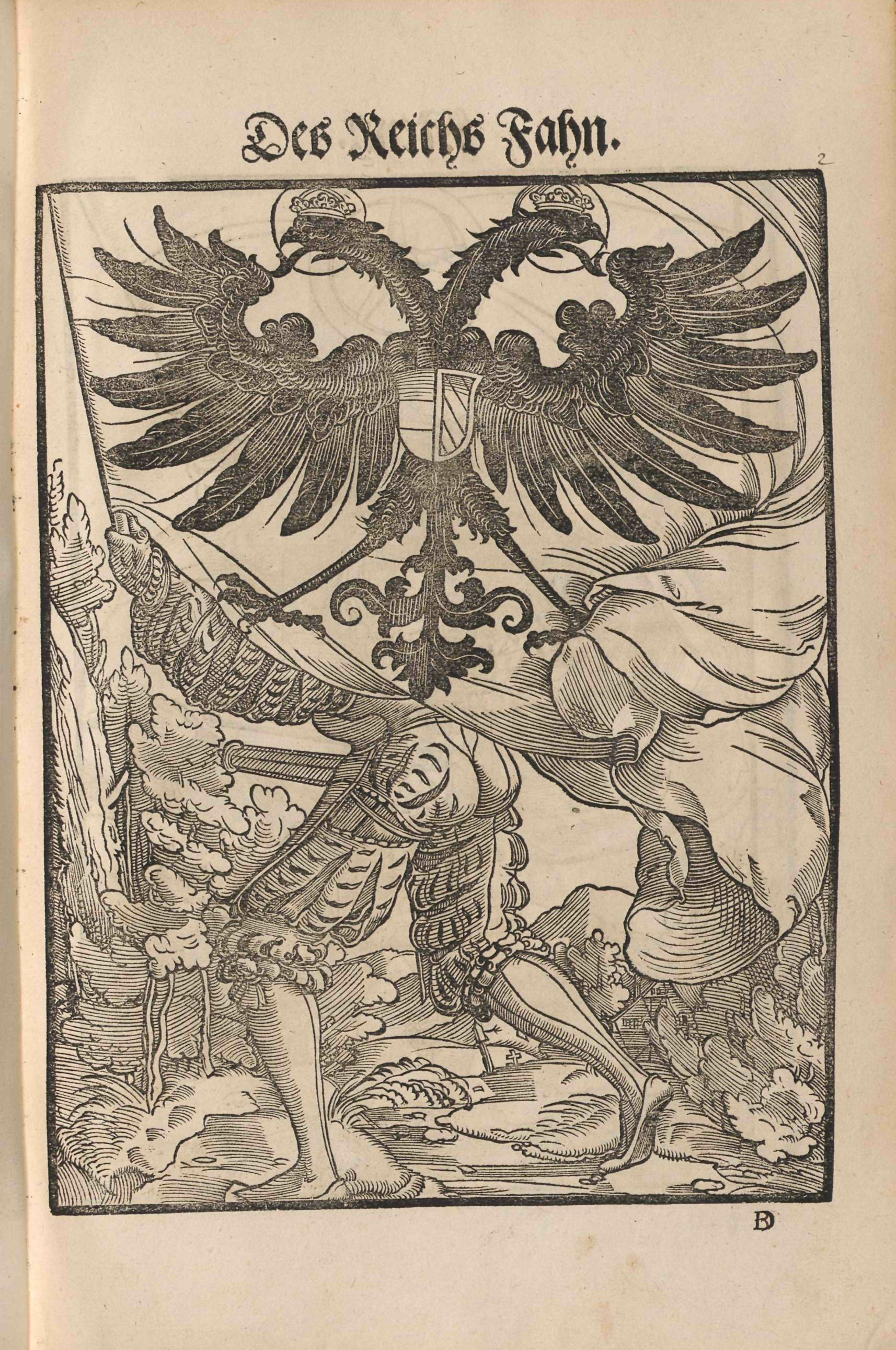
پرچم امپراتوری چارلز پنجم (جاکوب کالنبرگ ۱۵۴۵)

در اروپا، نمادنگاری عقاب هرالدیک، مانند سایر جانوران هرالدیک، از سنت سده‌های میانی آغازین به ارث رسیده است. این نماد بر نمادی دوگانه استوار است: از یک طرف به عنوان نمادی از امپراتوری روم دیده می‌شد (عقاب روم به عنوان نشان استاندارد لژیون‌های رومی در زمان کنسول گایوس ماریوس در ۱۰۲ پیش از میلاد معرفی شده بود). از سوی دیگر، عقاب در شمایل نگاری اوایل سده‌های میانی نشان‌دهنده سنت جان انجیلی بود که در نهایت بر اساس سنت چهار موجود زنده در حزقیال بود.
با این حال، در هرالدری اولیه یا پروتو-هرالدری سده دوازدهم، عقاب به عنوان یک بار هرالدیک لزوماً با نمادهای امپراتوری یا کتاب مقدس مرتبط نبود. خانواده انگلیسی-نورمن L'Aigle، که قلعه Pevensey و Borough of Pevensey را در اختیار داشتند، از عقاب به عنوان نمادی در نمونه‌ای از اسلحه استفاده کردند. اولین استفاده شناخته شده از عقاب به عنوان بار هرالدیک در مهر بزرگ لئوپولد چهارم اتریش، مورخ ۱۱۳۶ یافت شده است آدالبرت اول، دوک تک از عقاب در مهر خود در ح. 1190 سال پیش از میلاد استفاده کرد.
در اواخر دوره سده‌های میانی، در هرالدری آلمانی، عقاب به نمادی از امپراتوری مقدس روم تبدیل شد، و بنابراین خارج از نشان‌های برگرفته از عقاب امپراتوری، نسبتاً نادر شد. عقاب امپراتوری Reichsadler نامیده می‌شد و هست. نخستین شواهد استفاده از عقاب امپراتوری دو سر به میانه‌های سده سیزدهم برمی‌گردد (وقایع‌نامه بزرگ، ح. 1250؛ سگر رول، ح. 1280). پادشاهان آلمانی در سده چهاردهم به استفاده از عقاب تک سر ادامه دادند. در ایتالیا، جناح گیبلین (جناح وفادار به امپراتور در درگیری طولانی بین امپراتورها و پاپ‌ها) شروع به نمایش یا سمور عقابی در بالای نشان‌های خود کرد، که به عنوان capo dell'impero یا «رئیس سلطنت امپراتوری» شناخته می‌شود. به‌طور مشابه، شهرهای آلمان شروع به گنجاندن عقاب امپراتوری در مهرها و نشان‌های خود کردند تا به معنای بی واسطه بودن امپراتوری باشد. از این گونه استفاده، استفاده از عقاب هرالدیک در پایان دوره سده‌های میانی به شدت با امپراتوری روم مقدس پیوند خورد که به ندرت از عقاب به عنوان یک بار هرالدیک مستقل استفاده می‌شد. نمونه‌هایی از استفاده مداوم از عقاب در نشان‌ها بر اساس سنت‌های سده سیزدهم شامل نشان‌های لهستانی، موراویا و سیلزی است.
قدیمی‌ترین و رایج‌ترین شیوه به تصویر کشیدن عقاب در هرالدری، چیزی است که به تقلید مستقیم از شمایل‌نگاری رومی به نمایش (éployée) معروف است. بدن عقاب با تقارن جانبی به تصویر کشیده شده است، اما سر آن رو به سمت دکستر است. در blasonهای اواخر سده‌های میانی، اصطلاح "عقاب" (عقاب فرانسوی میانه) بدون مشخصات به "عقاب نمایش‌داده‌شده" اشاره دارد. در اصطلاحات اولیه انگلیسی مدرن، استفاده از "eagle displayed" رایج شد. همچنین مخصوص هرالدری انگلیسی، تمایز بین "عقاب نمایش‌داده‌شده با بال‌هایش برافراشته" و "عقاب نمایش‌داده‌شده با بال‌های معکوس" است. این به دلیل یک قرارداد منطقه‌ای انگلیسی است که نوک بال‌ها را به سمت بالا نشان می‌دهد، در حالی که در هرالدیک قاره‌ای، نوک بال‌ها به سمت پایین ("معکوس") به تصویر کشیده می‌شود. بعدها، هرالدری انگلیسی تا حدی کنوانسیون قاره‌ای را پذیرفت، و به وضعیتی منجر شد که مشخص نبود آیا این دو شکل باید معادل در نظر گرفته شوند یا خیر. در هرالدیک آلمانی، هیچ نگرش دیگری به جز "عقاب نمایش‌داده‌شده با بال‌های معکوس" رایج نشد، به طوری که blason ساده "عقاب" (آدلر) همچنان به این پیکربندی اشاره دارد.

تکامل تدریجی تصویر استاندارد عقاب هرالدیک در طول سده‌های ۱۲ تا ۱۶ وجود دارد. در سده ۱۲ تا ۱۳ سر بلند می‌شود و منقار بسته می‌شود. لبه جلویی بال‌ها (در هرالدری آلمانی به نام Sachsen یا Saxen که نمایانگر استخوان‌های اصلی بال، استخوان بازو و استخوان اولنا پرنده است) در انتها به شکل مارپیچی پیچیده شده است و رگه‌ها عمودی نشان داده شده‌اند. دم به صورت تعدادی پر سفت نشان داده می‌شود. در اواخر سده چهاردهم، سر صاف می‌شود و منقار باز می‌شود و زبان نمایان می‌شود. چرخش لبه جلویی بال‌ها از بین می‌رود. اکنون پنجه‌ها نسبت به بدن یک زاویه حاد تشکیل می‌دهند و گهگاه یک «شلنگ» دریافت می‌کنند که قسمت بالایی ساق پا را می‌پوشاند. پرهای دم اکنون در خطوط منحنی گسترده شده‌اند. در سده پانزدهم، لبه جلویی بال‌ها به شکل نیم دایره‌ای در می‌آیند و رمیج‌ها دیگر عمودی نیستند، بلکه به بیرون تابش می‌کنند. پاها زوایای قائمه تشکیل می‌دهند. در سده شانزدهم، در نهایت، تصویر عقاب بسیار زیاد و وحشی‌تر می‌شود، به طوری که این حیوان «آن را تا حد امکان زینتی و آراسته» به تصویر می‌کشد. فاکس دیویس (۱۹۰۹) یک تصویر شماتیک از این تکامل را به شرح زیر ارائه می‌دهد:

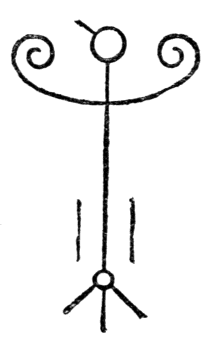
سده سیزدهم: لبه‌های بال‌های پیچ‌دار، پرهای مستقیم دم، پاهای عمودی
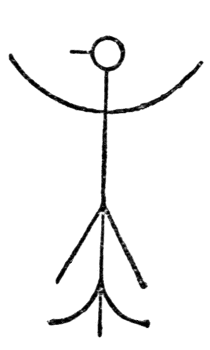
سده پانزدهم: لبه‌های بال رو به بالا (ریمژهای تابشی)، پرهای دم پرآذین‌تر، پاها در زاویه قائم
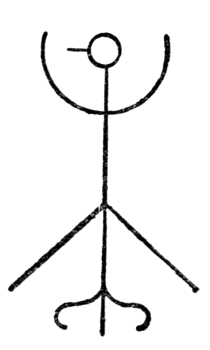
سده پانزدهم: لبه‌های بال رو به بالا (ریمژهای تابشی)، پرهای دم پرآذین‌تر، پاها در زاویه قائم

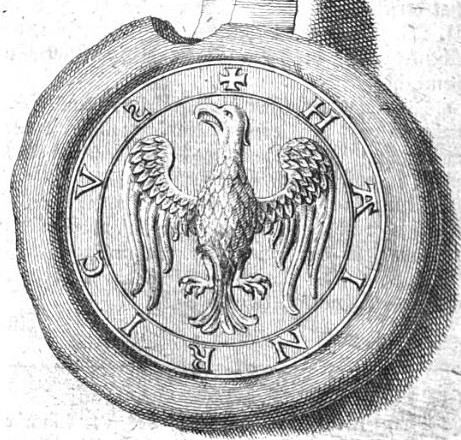
نمونه سده سیزدهم (هنری یکم، دوک مدلینگ ۱۲۰۳)
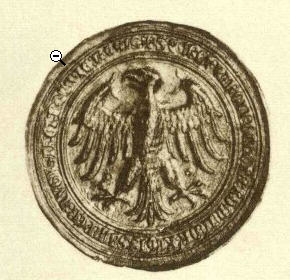
نمونه سده چهاردهم (کارل چهارم ۱۳۴۹)
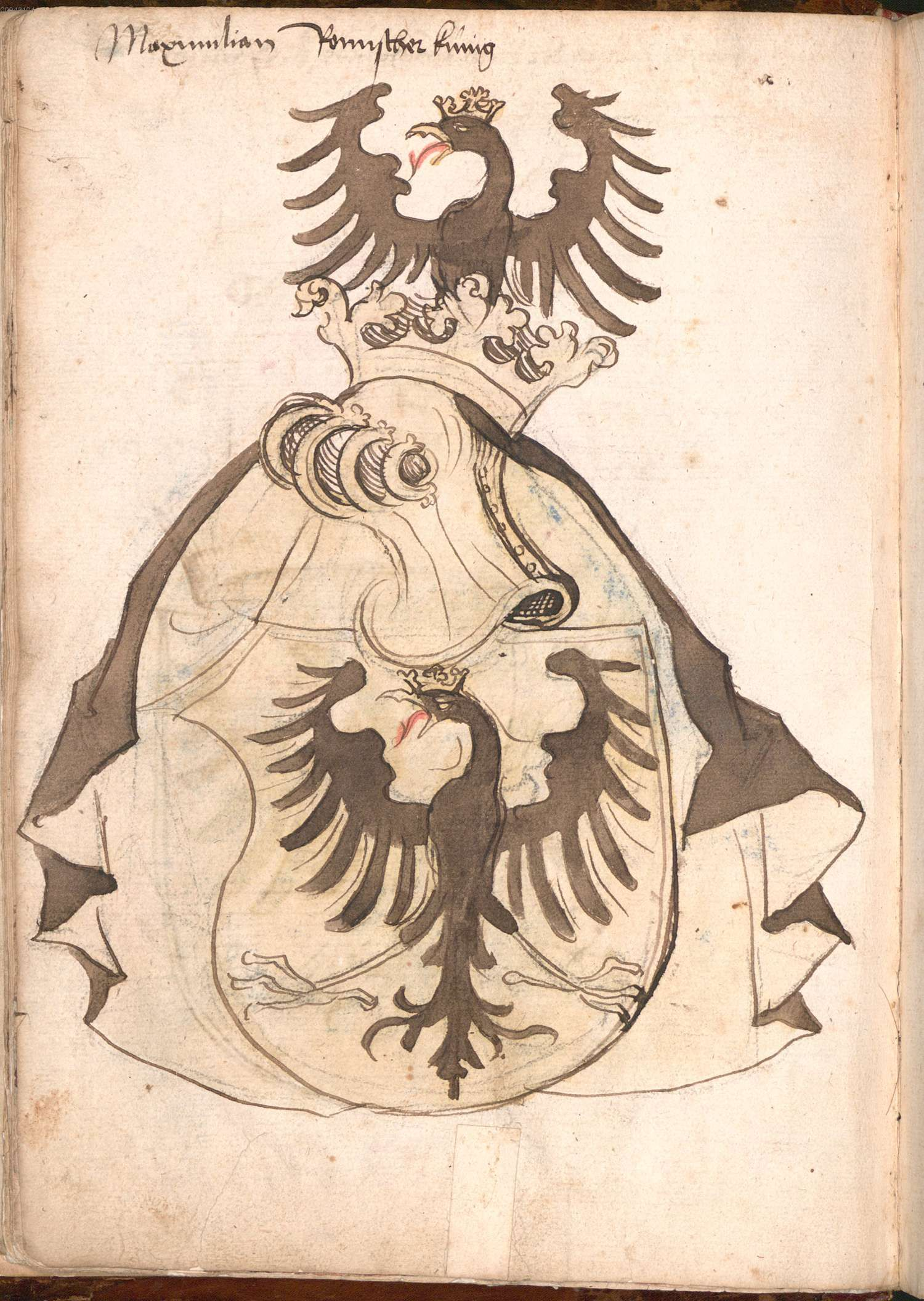
نمونه سده ۱۵